# Joe Conley
Pour les articles homonymes, voir Conley.
Joe Conley, né le 3 mars 1928 à Buffalo dans l'État de New York et mort le 7 juillet 2013 à Newbury Park en Californie, est un acteur américain, essentiellement connu pour son rôle du magasinier Ike Godsey dans la série télévisée La Famille des collines (The Waltons).

## Biographie
Mobilisé durant la Guerre de Corée (1950-1953), il travaille dans plusieurs agences immobilières californiennes, dans l'aire métropolitaine de Los Angeles.
Sa carrière d'acteur débute en 1955, mais se développe davantage à partir des années 1960. Après quelques apparitions sur le petit écran, il joue le rôle d'un commerçant, Ike Godsey, dans la série télévisée La Famille des collines.
Il se marie une première fois avec Jacqueline Stakes. Deux enfants, Kevin (1960) et Julie (1961), naissent de cette union. Il épouse Louise Teecher en 1969 et de leur union, naissent deux filles, Erin (1971) et Jana (1974).
En 2009, il publie son autobiographie, intitulée Ike Godsey of Walton's Mountain.
Il meurt à Newbury Park le 7 juillet 2013, âgé de 85 ans.

## Filmographie
- 1950 : Fureur sur la ville (The Sound of Fury) de Cy Endfield
- 1955 : Big Town
- 1955 : The People Choice (série télévisée) : Ernie
- 1956 : Énigme policière (The Scarlet Hour) de Michael Curtiz : vendeur de voitures
- 1956 : The Adventures of Jim Bowie : Raino Tante
- 1957 : The Silent Service (série télévisée)
- 1957 : La Cage aux hommes (House of Numbers) de Russell Rouse
- 1957 : Meurtrière ambition (Crime of Passion) de Gerd Oswald : livreur
- 1957 : The Danny Thomas Show (série télévisée) : Earl
- 1957 : Casey Jones (série télévisée) : Addrel
- 1957 : Lassie : livreur
- 1958 : Alfred Hitchcock présente : agent d'assurances
- 1958 : A Nice Little Bank That Should Be Robbed : Benjy (non crédité)
- 1958 : Juvenile Jungle : Duke
- 1958 : Boots and Saddles
- 1958 : Flight
- 1959 : The D.A.'s Man : Smiley
- 1959 : M Squad (série télévisée) : Jack Moreno
- 1959 : Au nom de la loi (TV) saison 2 épisode 6 (L'otage/The hostage) : Henry Jackson
- 1960 : The Best of the Post : garçon de l’ascenseur
- 1960 : Richard Diamond (série télévisée)
- 1960 : Stagecoach West : Henry
- 1961 : All Hands on Deck : marin (non crédité)
- 1961 : Hold-up au quart de seconde (Blueprint for Robbery) : Jock Mcgee
- 1962 : Patty : Johnny
- 1962 : The Dick Powell Theater
- 1962 : Denis la petite peste (série télévisée) : Nelson
- 1963 : Monsieur Ed, le cheval qui parle (série télévisée) : plusieurs personnages
- 1964 : Kraft Suspense Theater : Dom
- 1964 : Gunsmoke (série télévisée) : Carl
- 1966 : Les Arpents verts (série télévisée) : policier
- 1967 : Felony Squad (série télévisée) : Cabbie
- 1967 : The Beverly Hillbillies (série télévisée): Sergent
- 1969 : 80 steps to Jonah : Jenkins
- 1969 : Bracken's World (série télévisée) : Alvin Stone
- 1970 : The Brady Bunch (série télévisée) : livreur
- 1972-1981 : La Famille des collines (série télévisée) : Ike Godsey
- 1972 : The Longest Night : vendeur
- 1982 : K 2000 : Manager
- 1985 : Impure Thoughts : Père Minnelli
- 1996 : Night Stand with Dick Dietrick : Claude
- 1999 : Whatever it Takes : Frank
- 2000 : Seul au monde (Cast Away) : Joe Wally
- 2001 : Blind Obsession